# آغازی‌شناسی
آغازی‌شناسی یا پروتیستولوژی (به انگلیسی: Protistology) یک رشته علمی است که به مطالعه آغازیان که گروه بسیار متنوعی از موجودات یوکاریوتی هستند، اختصاص دارد. تمام یوکاریوت‌ها به غیر از جانوران، گیاهان و قارچ‌ها در گروه آغازیان قرار می‌گیرند. بدین ترتیب زمینه مطالعاتی این رشته بیشتر با رشته‌های قدیمی‌تر همچون جلبک‌شناسی، قارچ‌شناسی و تک یاخته‌شناسی همپوشانی دارد. آغازیان عمدتاً به عنوان ارگانیسم‌های تک سلولی از جمله جلبک‌ها توصیف می‌شود. آنها یک گروه پیراتبار (پارافیلتیک) با مورفولوژی و سبک زندگی بسیار متنوع هستند. اندازه آنها از پیکوئوکاریوت‌های تک سلولی با قطر تنها چند میکرومتر تا جلبک‌های دریایی چندسلولی به طول چندین متر متغیر است.